# 다대진 동헌
다대진 동헌(多大鎭 東軒)은 부산광역시 사하구에 있는 조선시대의 건축물이다. 1972년 6월 26일 부산광역시의 유형문화재 제3호 '다대포객사'로 지정되었다가, 2015년 3월 18일 '다대포 객사'로 명칭이 변경, 2020년 7월부 '다대진 동헌'으로 명칭이 변경되었다.

## 개요
다대진 동헌은 조선시대 동래 지역 수군(水軍) 군영인 다대포진의 첨절제사(첨사)가 정무를 보던 건물이다.
처음 지은 연대는 정확하게 알 수 없으나, 조선 순조 25년(1825)에 다시 지었다고 전해지며, 관아 일곽의 하단 구역에 위치했던 동헌 건물로서 수호각(睡虎閣)이라 불렸었다.
시간이 흘러 방치되던 것을 다대포실용학교의 학교 건물로 사용되다가 다시 다대초등학교의 건물로 사용되었었고, 1970년 다대초등학교 운동장 평탄화 공사 때 지금 위치인 몰운대로 이전 복원되었는데 이때 학교 관계자들이 건물을 객사로 잘못 기록하여 부산광역시 지정 유형문화재 제3호(1972. 6. 26)로 지정될 당시 '다대포객사'라는 이름으로 등록되었었다.
이후 이 건물이 객사가 아닌 동헌임이 밝혀지면서 2020년 7월 부산시 문화재 위원회 심의에서 '다대진 동헌'으로 명칭을 변경하였다. 이러한 건물 명칭 변경의 적절성 여부에 관해 일부 이견이 존재한다.
앞면 5칸·옆면 2칸 규모로 지붕은 옆면에서 볼 때 여덟 팔(八)자 모양을 한 팔작지붕이다. 1980년 기둥과 마루를 보수하고 단청공사와 현판을 설치하였다.
옛부터 다대포는 왜구를 막기 위한 군사요지로서 중요한 위치를 차지하였으며, 임진왜란 이후 부산진과 함께 다른 진보다 더욱 중요시되었다.
다대진 동헌은 다대진 성 내에 있던 관아 건물 중 유일하게 남아 있는 건축물이다.

## 같이 보기
- 다대포성
- 다대초등학교

## 참고 자료
- 다대진 동헌 - 국가유산청 국가유산포털